# Cerro El Tortuguero
El cerro El Tortuguero se localiza en el municipio de Macuspana, estado de Tabasco, México, y pertenece a la llamada Sierra de Macuspana, que son las últimas estribaciones de la Sierra Madre del Sur antes de entrar en la llanura tabasqueña. Los antiguos mayas lo llamaban Gavilán Blanco, esto debido al color claro de sus piedras, ya que se trata de un maciso de piedra caliza.
El Tortuguero cuenta con una altura de 400 m s. n. m. siendo una de los cerros más altos del estado de Tabasco, después del Mono Pelado (1 000 m s. n. m.), El Madrigal (900 m s. n. m.) y el Poaná. 

## Descripción
El Tortuguero es un promontorio de piedra caliza de las colinas cenozoicas, que posiblemente se creó junto con las terrazas aluviales pleistocénicas.  El punto más elevado del cerro, se localiza en su cara oriente, cara que también cuenta con un acantilado conocido como: La Laja.
La altura máxima del cerro es de 400 m s. n. m., cuenta con una longitud de entre 10 y 12 km, y tiene una anchura de entre 1,5 y 2 km.
Gran parte de la zona alta del cerro muestra un paisaje rocoso, formado por rocas calizas erosionadas en forma de aristas y puntas que se extienden por varios miles de metros cuadrados, entre las cuales se aprecian pedazos grandes de cuarzo transparente, que a la luz del sol, reflejan infinitas variaciones de colores, este suelo rocoso, hace que crezcan pocos árboles en esa zona. Por otra parte, esas rocas cársticas contienen fósiles de la fauna marina que vivió en ese lugar durante los períodos Eoceno y Oligoceno.
En el cerro existen numerosas cavernas, en un proceso que ha llevado cientos de miles de años, lo cual ha dado oportunidad para que en ellas evolucionen especies de diferentes organismos, desde microbios hasta vertebrados. En estas cavernas se han descubierto vestígios prehispánicos, lo que demuestra que fueron usadas como viviendas por los habitantes de la antigua ciudad maya.

## Biodiversidad

### Flora
Pese a la fuerte actividad de extracción de material pétreo que existe en el cerro, aún subsisten áreas de selva alta perennifolia, y selva media subperennifolia, según la altura de los árboles y la permanencia de sus hojas durante la temporada invernal. 
Los árboles más pequeños crecen de 7 a 15 m y lo constituyen principalmente las palmas, y los árboles de Macuilí, jobo y el árbol de pan. Existe otro grupo de árboles que van de los 20 a los 40 m y está formado principalmente por higueras, Magnollias, chicozapote, árbol de hule y algunas palmas. Finalmente, en las partes altas del cerro, se localizan árboles de 35 a 50 m como caobas, cedros, macayos, laureles y ceibas.
También existen una gran cantidad de especies vegetales pequeñas como arbustos, helechos, plantas trepadoras, plantas epífitas como orquídeas y bromelias, cactáceas, y palmas espinosas conocidas como jaguacté.
El cerro El Tortuguero cuenta con una gran cantidad de riscos o "paredones" con una pendiente casi vertical, contando con uno de los porcentajes más altos de toda la Sierra de Tabasco, teniendo el 63% de superficie con alta pendiente, y que por su difícil acceso, sirven como refugios naturales, que permiten una gran longevidad de los árboles, los cuales pueden llegar a tener cientos de años.

### Fauna
Debido a la presencia de varias graveras en la zona, la fauna es escasa en el cerro el Tortuguero. Aún es posible encontrar tepezcuintle (Agouti paca), mono aullador (Alouatta palliata), mono araña (Ateles), ardilla, puerco de monte, armadillo, mapache, iguana rayada, y cascabel tropical.

## Sitio prehispánico
Es muy probable que la elevación del cerro sobre la planicie haya sido un factor importante por el que los mayas lo eligieron para fundar y construir una importante población en su cima y faldas. Se trata de la ciudad hoy conocida con el nombre de Tortuguero, pero del cual se desconoce hasta ahora su nombre original, y que floreció entre los siglos VII y VIII, llegando a ser un aliado importante de Palenque en contra de otras ciudades de la planicie tabasqueña como Comalcalco, ya que el cerro constituía una excelente defensa y servía además de punto de vigilancia desde donde se dominaba gran parte de la planicie.

## Actividad extractiva
En las faldas del cerro se desarrolla una fuerte actividad industrial, representada por más de 10 graveras que extraen la piedra caliza del cerro para transformarla en grava y otros materiales para la construcción. Esta actividad a originado la destrucción paulatina tanto del cerro como del sitio arqueológico, así como el exterminio de la flora y fauna del lugar.